# Avery Bradley
Avery Antonio Bradley jr. (Tacoma, 26 novembre 1990) è un ex cestista statunitense.

## Caratteristiche tecniche
Con i suoi 188 cm gioca nel ruolo di guardia, è un buon tiratore da tre punti oltre che un buon difensore. Nel periodo ai Boston Celtics è stato uno dei migliori difensori dell'NBA.

## Carriera

### High school

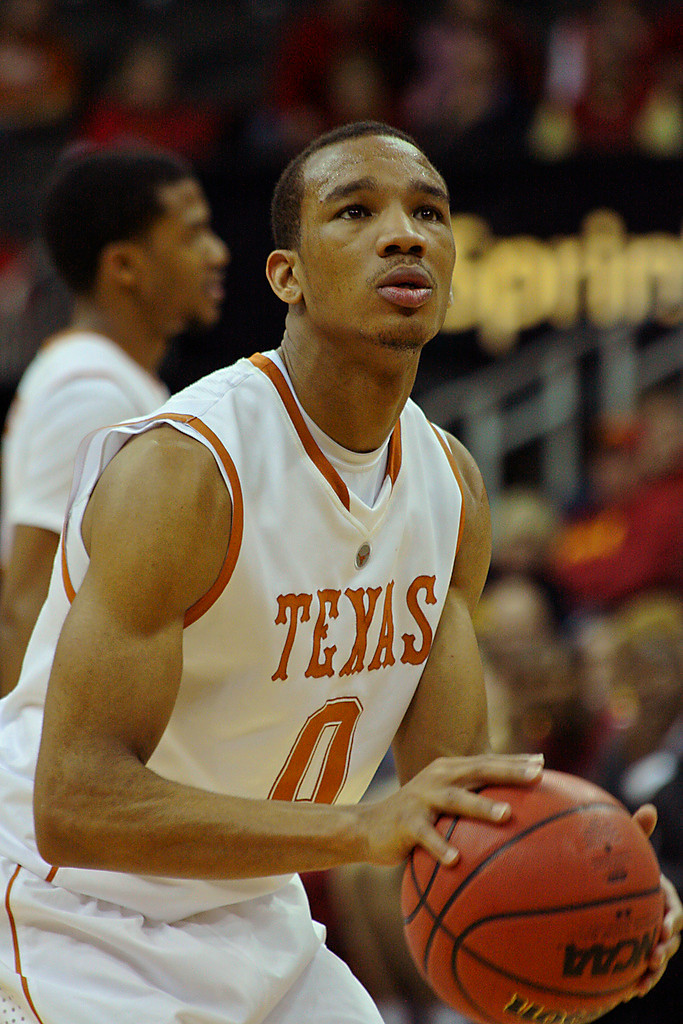
Avery Bradley nel 2010, al college.

Passò i primi tre anni di high school alla Bellarmine Preparatory School, per poi trasferirsi per l'anno da senior al Findlay College Prep, giocando nella squadra di basket e conquistando il campionato nazionale, battendo in finale la Oak Hill Academy per 56 a 53. Venne selezionato nel 2009 per giocare il McDonald's All-American Game, e nello stesso torneo vinse la gara delle schiacciate.
Nel 2009 venne inserito nella classifica dei migliori giocatori delle high school, ESPN lo mise in prima posizione, il sito Rivals.com lo valutò come quarto miglior giocatore del Paese per quell'anno, dietro solo a John Wall, DeMarcus Cousins e Derrick Favors, mentre Scout.com come quinto.

### College
Bradley decise di frequentare la University of Texas, dopo aver passato parte della sua infanzia ad Arlington ed essere diventato un sostenitore della squadra di basket dell'Università, i Texas Longhorns, in cui militava il futuro giocatore NBA T.J. Ford.
Terminò il suo unico anno all'Università, il 2009-2010, con medie di 11,6 punti, 2,9 rimbalzi e 2,1 assist in 34 partite giocate.

### NBA (2010-)

#### Boston Celtics (2010-2017)
Nel Draft NBA 2010 venne scelto come diciannovesima chiamata assoluta dai Boston Celtics e firmò il contratto con la squadra il 2 luglio.
Dopo un inizio stagione non molto convincente, il 14 gennaio 2011 i Celtics lo mandarono in NBA D-League nella loro squadra affiliata, i Maine Red Claws.
Quello stesso giorno debuttò mettendo a referto 11 punti in 21 minuti di gioco.
In seguito ad un infortunio alla colonna vertebrale subito da Marquis Daniels, guardia dei Celtics, Bradley venne richiamato a Boston e raggiunse la squadra per la partita contro gli Charlotte Bobcats del 7 febbraio.

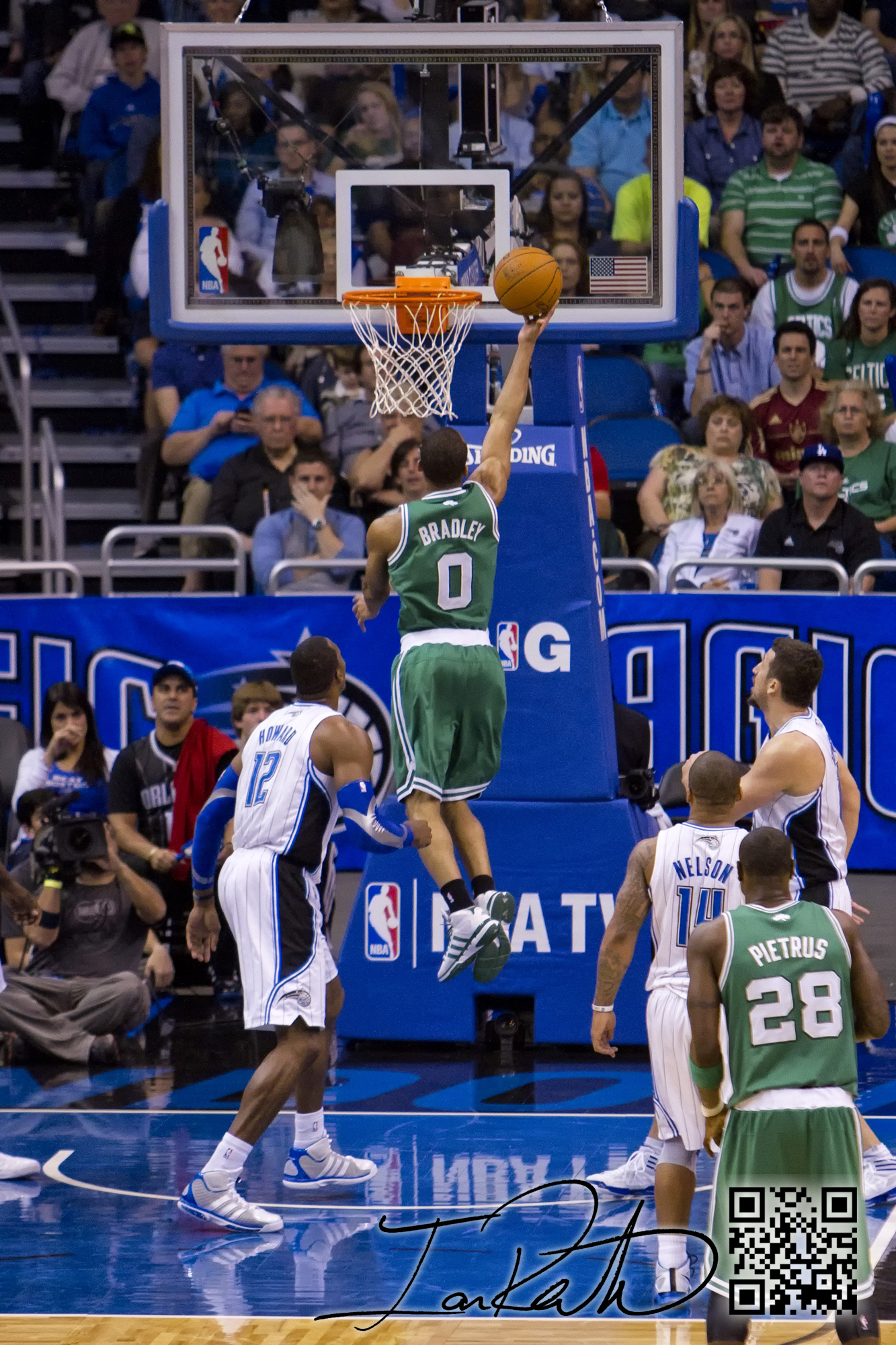
Avery Bradley in layup con la maglia dei Celtics nel 2012.

Nell'ottobre del 2011, durante il Lockout NBA 2011-2012, Bradley firmò con l'Hapoel Gerusalemme, giocando tre partite con una media di 13,7 punti.
Iniziata la stagione NBA 2011-12 Bradley ritorna ai Celtics, dove trova molto più spazio rispetto all'anno passato, convincendo coach Doc Rivers a schierarlo titolare come sostituto dell'infortunato Ray Allen.
La produzione offensiva di Bradley cresce costantemente durante la stagione, raggiungendo l'apice nella partita contro gli Atlanta Hawks del 20 aprile 2012 in cui mette a referto 28 punti, suo career-high.
Nei playoff NBA subì un infortunio alla spalla, che lo costrinse a saltare le restanti gare, facendo perdere ai Celtics un importante tassello nel roster, che li avrebbe certamente aiutati a raggiungere le NBA Finals.
Saltò i primi mesi della stagione NBA 2012-13, dovendo ancora recuperare completamente dall'infortunio, ed esordisce il 2 gennaio 2013 nella partita persa dai Celtics contro i Memphis Grizzlies; Bradley mette a referto 4 punti in 19 minuti di gioco.

#### Detroit Pistons (2017-2018)
Il 7 luglio 2017 venne scambiato ai Detroit Pistons in cambio di Marcus Morris insieme a una scelta al 2º giro. A Detroit Bradley fu titolare fisso nel ruolo di guardia fino alla sua cessione, avvenuta in gennaio.

#### Los Angeles Clippers (2018-2019)
Il 30 gennaio 2018 venne ceduto (insieme a Tobias Harris, Boban Marjanović, una prima scelta al Draft NBA 2018 e una seconda a quello del 2019) ai Los Angeles Clippers nella trade che portò Blake Griffin (oltre che Willie Reed e Brice Johnson) a vestire la canotta dei Pistons.

#### Memphis Grizzlies (2019)
Il 7 febbraio 2019 venne ceduto via trade ai Memphis Grizzlies. Il 13 febbraio 2019, alla seconda partita con la franchigia, segna il suo record di punti nella sconfitta per 108-107 contro i San Antonio Spurs mettendone a referto 33.

#### Los Angeles Lakers (2019-2022)
Nell'estate 2019 firma un contratto da free agent con i Los Angeles Lakers.

## Statistiche
| † | Denota le stagioni in cui ha vinto il titolo |

### NCAA
| Anno      | Squadra         | PG | PT | MP   | TC%  | 3P%  | TL%  | RP  | AP  | PRP | SP  | PP   |
| --------- | --------------- | -- | -- | ---- | ---- | ---- | ---- | --- | --- | --- | --- | ---- |
| 2009-2010 | Texas Longhorns | 34 | 32 | 29,5 | 43,2 | 37,5 | 54,5 | 2,9 | 2,1 | 1,3 | 0,5 | 11,6 |
| Carriera  | Carriera        | 34 | 32 | 29,5 | 43,2 | 37,5 | 54,5 | 2,9 | 2,1 | 1,3 | 0,5 | 11,6 |

#### Massimi in carriera
- Massimo di punti: 29 vs Colorado-Boulder (9 gennaio 2010)[22]
- Massimo di rimbalzi: 9 vs Colorado-Boulder (9 gennaio 2010)
- Massimo di assist: 6 vs Iowa State (13 gennaio 2010)
- Massimo di palle rubate: 4 vs Gardner-Webb (29 dicembre 2009)
- Massimo di stoppate: 2 (3 volte)
- Massimo di minuti giocati: 42 vs Wake Forest (18 marzo 2010)

### NBA

#### Regular Season
| Anno       | Squadra           | PG  | PT  | MP   | TC%  | 3P%  | TL%   | RP  | AP  | PRP | SP  | PP   |
| ---------- | ----------------- | --- | --- | ---- | ---- | ---- | ----- | --- | --- | --- | --- | ---- |
| 2010-2011  | Boston Celtics    | 31  | 0   | 5,2  | 34,3 | 0,0  | 50,0  | 0,5 | 0,4 | 0,8 | 0,0 | 1,7  |
| 2011-2012  | Boston Celtics    | 64  | 28  | 21,4 | 49,8 | 40,7 | 79,5  | 1,8 | 1,4 | 0,7 | 0,2 | 7,6  |
| 2012-2013  | Boston Celtics    | 50  | 50  | 28,7 | 40,2 | 31,7 | 75,5  | 2,2 | 2,1 | 1,3 | 0,4 | 9,2  |
| 2013-2014  | Boston Celtics    | 60  | 58  | 30,9 | 43,8 | 39,5 | 80,4  | 3,8 | 1,4 | 1,1 | 0,2 | 14,9 |
| 2014-2015  | Boston Celtics    | 77  | 77  | 31,5 | 42,9 | 35,2 | 79,0  | 3,1 | 1,8 | 1,1 | 0,2 | 13,9 |
| 2015-2016  | Boston Celtics    | 76  | 72  | 33,4 | 44,7 | 36,1 | 78,0  | 2,9 | 2,1 | 1,5 | 0,3 | 15,2 |
| 2016-2017  | Boston Celtics    | 55  | 55  | 33,4 | 46,3 | 39,0 | 73,1  | 6,1 | 2,2 | 1,2 | 0,2 | 16,3 |
| 2017-2018  | Detroit Pistons   | 40  | 40  | 31,7 | 40,9 | 38,1 | 76,3  | 2,4 | 2,1 | 1,2 | 0,2 | 15,0 |
| 2017-2018  | L.A. Clippers     | 6   | 6   | 27,5 | 47,3 | 11,1 | 100,0 | 3,7 | 1,8 | 0,8 | 0,2 | 9,2  |
| 2018-2019  | L.A. Clippers     | 49  | 49  | 29,9 | 38,3 | 33,7 | 80,0  | 2,7 | 2,0 | 0,6 | 0,3 | 8,2  |
| 2018-2019  | Memphis Grizzlies | 14  | 14  | 31,6 | 46,3 | 38,4 | 80,0  | 2,7 | 2,0 | 0,6 | 0,3 | 16,1 |
| 2019-2020† | L.A. Lakers       | 49  | 44  | 24,2 | 44,4 | 36,4 | 83,3  | 2,3 | 1,3 | 0,9 | 0,1 | 8,6  |
| 2020-2021  | Miami Heat        | 10  | 1   | 21,1 | 47,0 | 42,1 | 77,8  | 1,8 | 1,4 | 0,7 | 0,1 | 8,5  |
| 2020-2021  | Houston Rockets   | 17  | 5   | 23,0 | 31,4 | 27,0 | 83,3  | 2,3 | 1,9 | 0,8 | 0,1 | 5,2  |
| 2021-2022  | L.A. Lakers       | 62  | 45  | 22,7 | 42,3 | 39,0 | 88,9  | 2,2 | 0,8 | 0,9 | 0,1 | 6,4  |
| Carriera   | Carriera          | 660 | 544 | 27,5 | 43,4 | 36,5 | 78,3  | 2,8 | 1,7 | 1,0 | 0,2 | 11,0 |

#### Play-off
| Anno     | Squadra        | PG | PT | MP   | TC%  | 3P%  | TL%   | RP  | AP  | PRP | SP  | PP   |
| -------- | -------------- | -- | -- | ---- | ---- | ---- | ----- | --- | --- | --- | --- | ---- |
| 2012     | Boston Celtics | 10 | 10 | 24,8 | 36,8 | 22,7 | 66,7  | 2,0 | 0,8 | 0,8 | 0,6 | 6,7  |
| 2013     | Boston Celtics | 6  | 6  | 31,8 | 40,5 | 25,0 | 100,0 | 2,2 | 1,3 | 1,8 | 0,2 | 6,7  |
| 2015     | Boston Celtics | 4  | 4  | 33,3 | 38,0 | 26,3 | 85,7  | 3,8 | 0,8 | 0,8 | 0,0 | 12,3 |
| 2016     | Boston Celtics | 1  | 1  | 23,0 | 43,8 | 14,3 | 100,0 | 3,0 | 1,0 | 1,0 | 1,0 | 18,0 |
| 2017     | Boston Celtics | 18 | 18 | 35,8 | 44,1 | 35,1 | 77,8  | 3,9 | 2,3 | 1,3 | 0,2 | 16,7 |
| Carriera | Carriera       | 39 | 39 | 32,1 | 42,0 | 31,2 | 78,0  | 3,1 | 1,6 | 1,2 | 0,3 | 12,2 |

#### Massimi in carriera
- Massimo di punti: 33 vs San Antonio Spurs (12 febbraio 2019)[23]
- Massimo di rimbalzi: 13 vs Dallas Mavericks (9 gennaio 2010)
- Massimo di assist: 7 (5 volte)
- Massimo di palle rubate: 6 vs Phoenix Suns (23 febbraio 2015)
- Massimo di stoppate: 3 (2 volte)
- Massimo di minuti giocati: 46 vs Denver Nuggets (10 febbraio 2013)

## Palmarès
- Campionato NBA: 1

Los Angeles Lakers (2020)
- McDonald's All-American Game (2009)
- Squadre All-Defensive:

First Team: 2016
Second Team: 2013